# Floricoltura

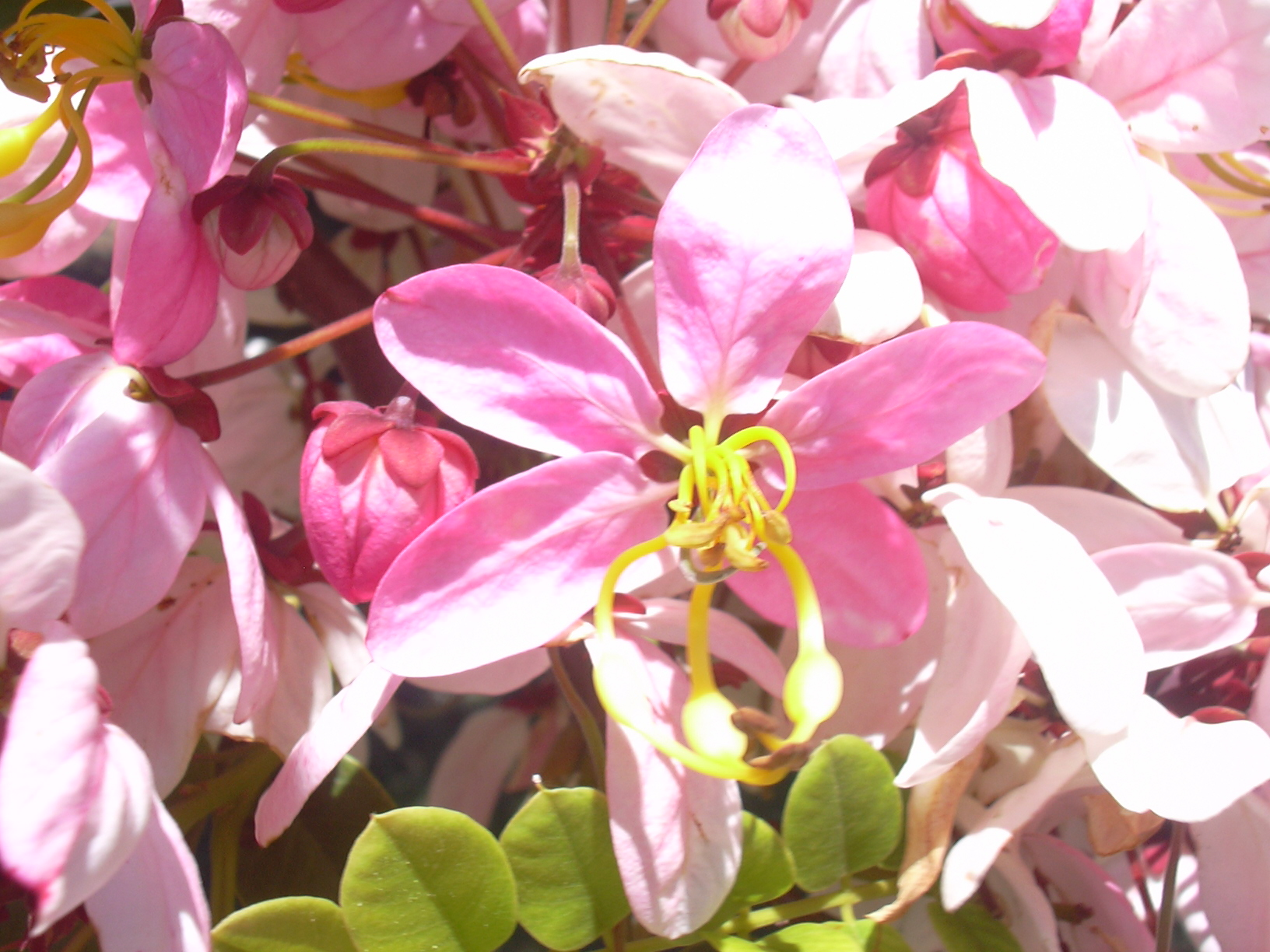
Fiore di Cassia

La floricoltura o arte di coltivare i fiori, è un settore dell'agricoltura
che ha lo scopo di produrre per il giardinaggio o il commercio, fiori recisi, piante fiorite in vaso o cassetta, materiale per la propagazione come semi, bulbi, tuberi, rizomi, ecc. Può essere praticata per hobby o come attività professionale. Le coltivazioni possono avvenire in vaso, in piena terra, in serra oppure all'aperto.
L'umanità fin dai tempi antichi ha praticato la floricoltura per l'attrazione che la bellezza, il colore e il profumo dei fiori hanno esercitato sui nostri sensi. Dalla metà del XVII secolo la floricoltura diventa materia per specifici trattati scientifici (ad esempio il frate cecoslovacco Johan Gregor Mendel con lo studio della genetica sulla pianta di pisello odoroso. La prima pubblicazione in Italia è di G.B. Ferrari, un gesuita di Roma che nel 1633 dava alle stampe il De florum coltura) e tra il XVIII e XIX secolo si occuparono dell'arte floricola anche illustri scrittori come Joseph Decaisne e Charles Victor Naudin.
Nel corso dei secoli seguendo le rotte commerciali da paesi di altre latitudini verso l'Europa, furono introdotte piante esotiche originarie di regioni con climi diversissimi, che per le particolari esigenze ambientali determinarono un affinamento delle tecniche colturali adottate e l'ideazione di ambienti artificiali come le serre.

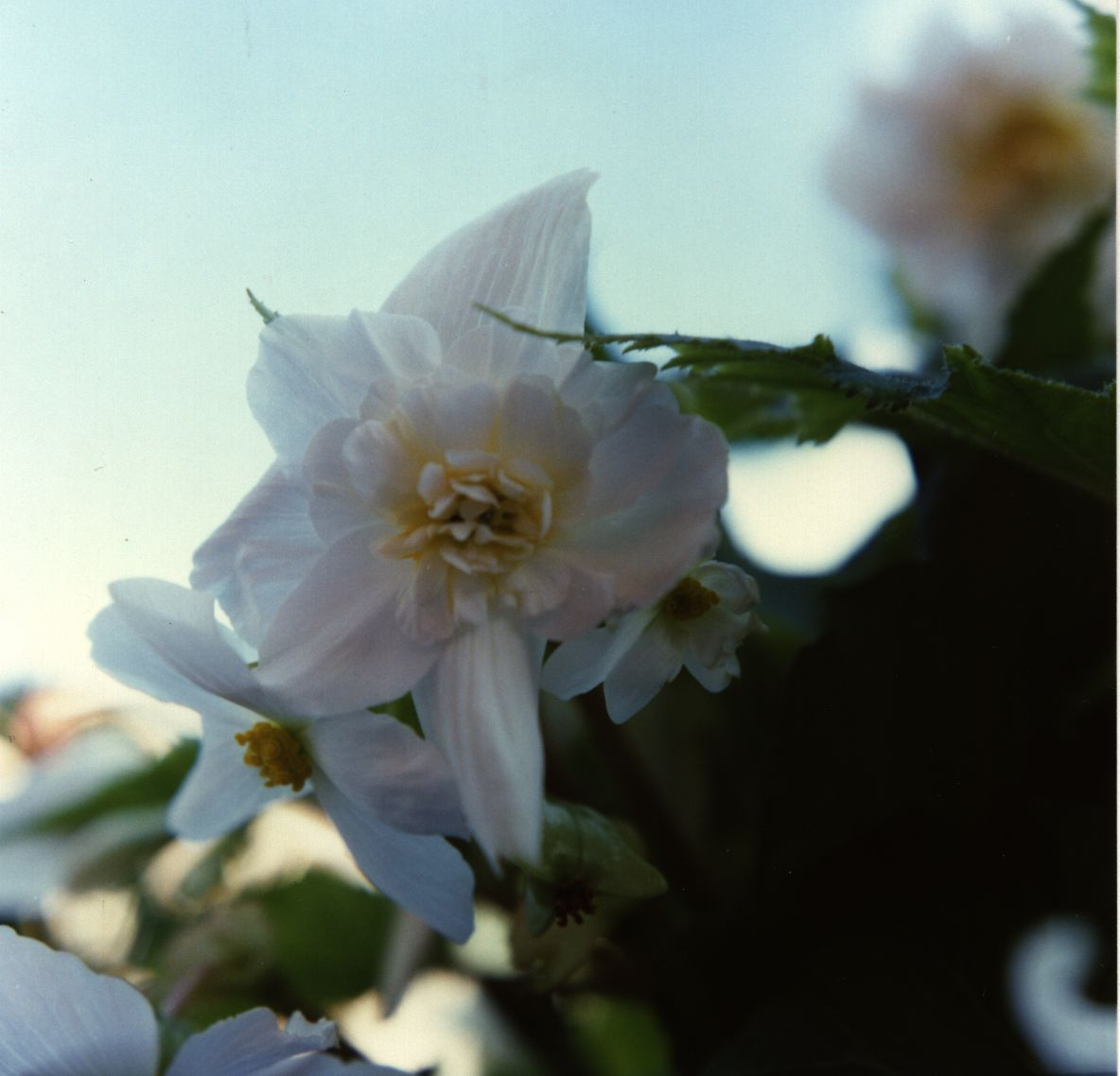
Pianta fiorita

Inoltre, l'introduzione di piante ornamentali ricercate per il portamento, la forma e il colore delle foglie ha sviluppato nel tempo il settore del vivaismo che si occupa della semina, trapianto e produzione di piante ornamentali arboree o arbustive, bonsai e piante erbacee, per cui si è affermato il termine florovivaismo per designare quelle attività che comprendono la produzione e commercializzazione di differenti tipi di piante per gli utilizzi più vari.
I paesi occidentali in cui la Floricoltura è maggiormente diffusa e sviluppata sono: i Paesi Bassi specializzati nella produzione di bulbi, rizomi, ecc. e che possiedono una struttura commerciale e organizzativa che permettono di influenzare e dettare le regole al mercato florovivaistico mondiale; seguono il Belgio e Israele.
L'Italia per varie ragioni storico-politiche, ma non certo climatiche, segue a distanza con alcune Regioni di eccellenza, prime tra tutte la Liguria e in special modo la Provincia di Imperia. Altre Regioni importanti per la produzione florovivaistica sono la Toscana (Pescia ) e la Puglia.

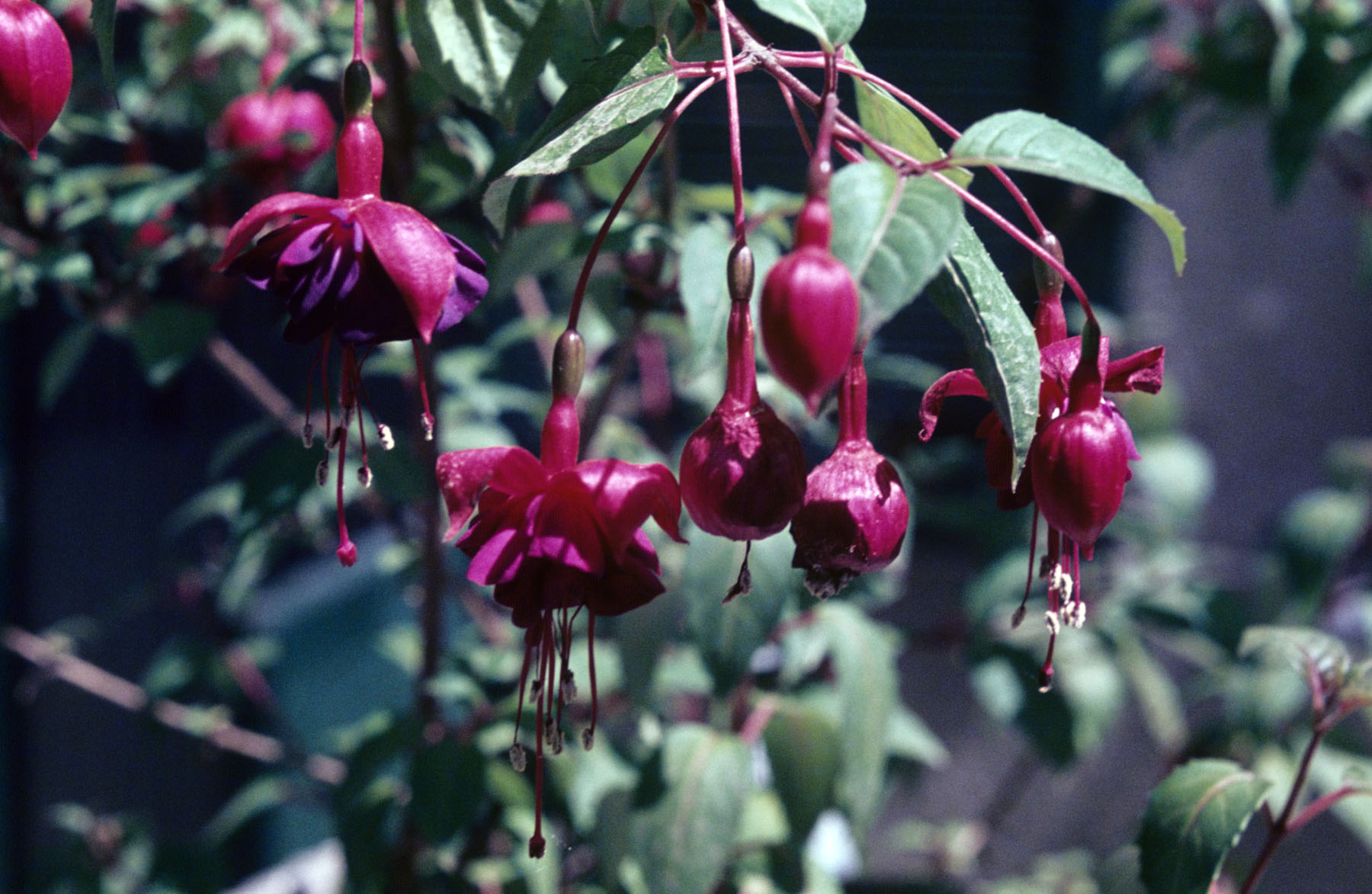
Fuchsia

Nella floricoltura la selezione e creazione di sempre nuove cultivar è l'arma vincente per l'affermazione commerciale dei prodotti e, per ottenerne di più innovative e accattivanti per il consumatore finale, si ricorre a metodi agronomici sofisticati come il miglioramento genetico e le tecniche di micropropagazione.
Per quanto riguarda le tecniche colturali, l'esigenza primaria è la standardizzazione del prodotto commercializzato per spuntare un prezzo remunerativo, affiancando alle colture in pieno campo o in serra, le coltivazioni su substrati artificiali, ormai la norma per le produzioni in vaso, con un utilizzo generalizzato di fitoregolatori, fitofarmaci, fertirrigazione, colture idroponiche, illuminazione artificiale e sistemi di controllo computerizzato per temperatura e umidità.
La moltiplicazione delle piante può avvenire per talea, margotta, propaggine, innesto, divisione di tuberi, rizomi, stoloni e bulbi o con la semina.